# 章書
章書（？年—？年），字宏載，江西饒州府餘干縣人，明朝政治人物。

## 生平
正德五年庚午科舉人，九年甲戌科二甲进士，授南京吏部主事，歴員外、郎中，升任四川順慶府知府。嘉靖八年（1529年）十月超陞四川右參政，改廣西，分守府江，以廣西按察使致仕。